# Peter Kretschmer
Pour les articles homonymes, voir Kretschmer.
Peter Kretschmer, né le 15 février 1992 à Schwerin, est un céiste allemand.
Aux Jeux olympiques d'été de 2012 à Londres, il a été sacré champion olympique de canoë biplace 10 000 m avec Kurt Kuschela, devant les Biélorusses Andrei Bahdanovich et Aliaksandr Bahdanovich et les Russes Alexey Korovashkov et Ilya Pervukhin.